# Lycoris Recoil
Lycoris Recoil (リコリス・リコイル, Rikorisu Rikoiru) est une série d'animation japonaise produite par A-1 Pictures, réalisée par Shingo Adachi.

## Histoire

### Prologue
Pour éliminer criminels et terroristes à Tokyo, le gouvernement japonais a créé une organisation de sécurité secrète du nom de DA (Direct Attack). L'une des particularités de la DA est qu'elle est uniquement composée de jeunes filles orphelines appelées Lycoris.

### Synopsis

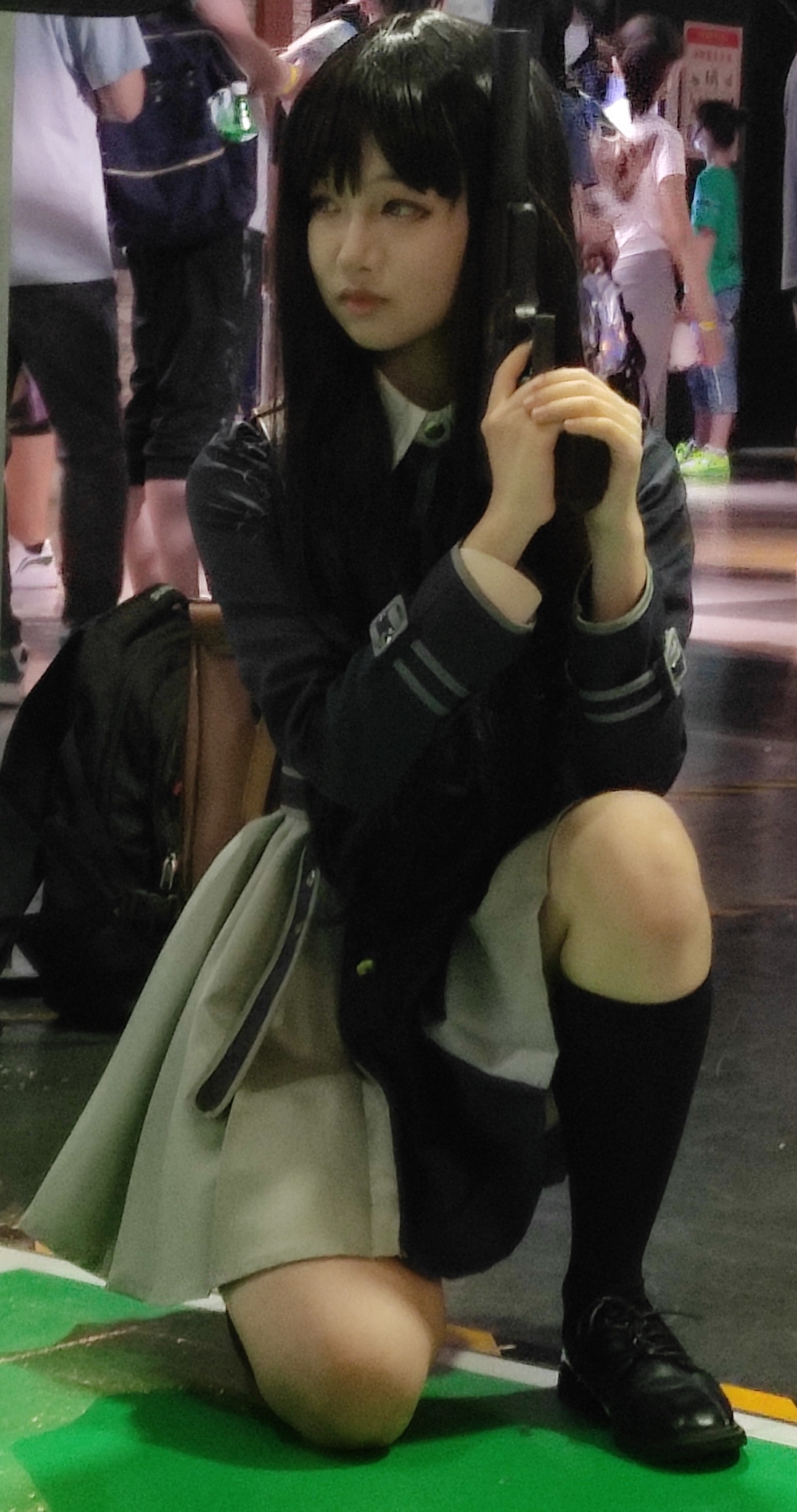
Costumade de Takina Inoue lors du 16e Yaoman Anime & Games Exhibition à Shanghai.

Takina Inoue est une jeune Lycoris qui, lors de sa dernière mission, a désobéi aux ordres et ouvert le feu lors d'une prise d'otage pour protéger une consœur Lycoris.
Immédiatement mise à pied, elle est transférée au Café LycoReco pour faire équipe avec Chisato Nishikigi, une Lycoris d'élite.
Malgré sa nature très réservée et sûre d'elle, Takina apprend peu à peu à apprécier Chisato, au caractère beaucoup plus extraverti, tout en s'efforçant d'être exemplaire dans son travail afin de réintégrer au plus vite la DA.

## Personnages

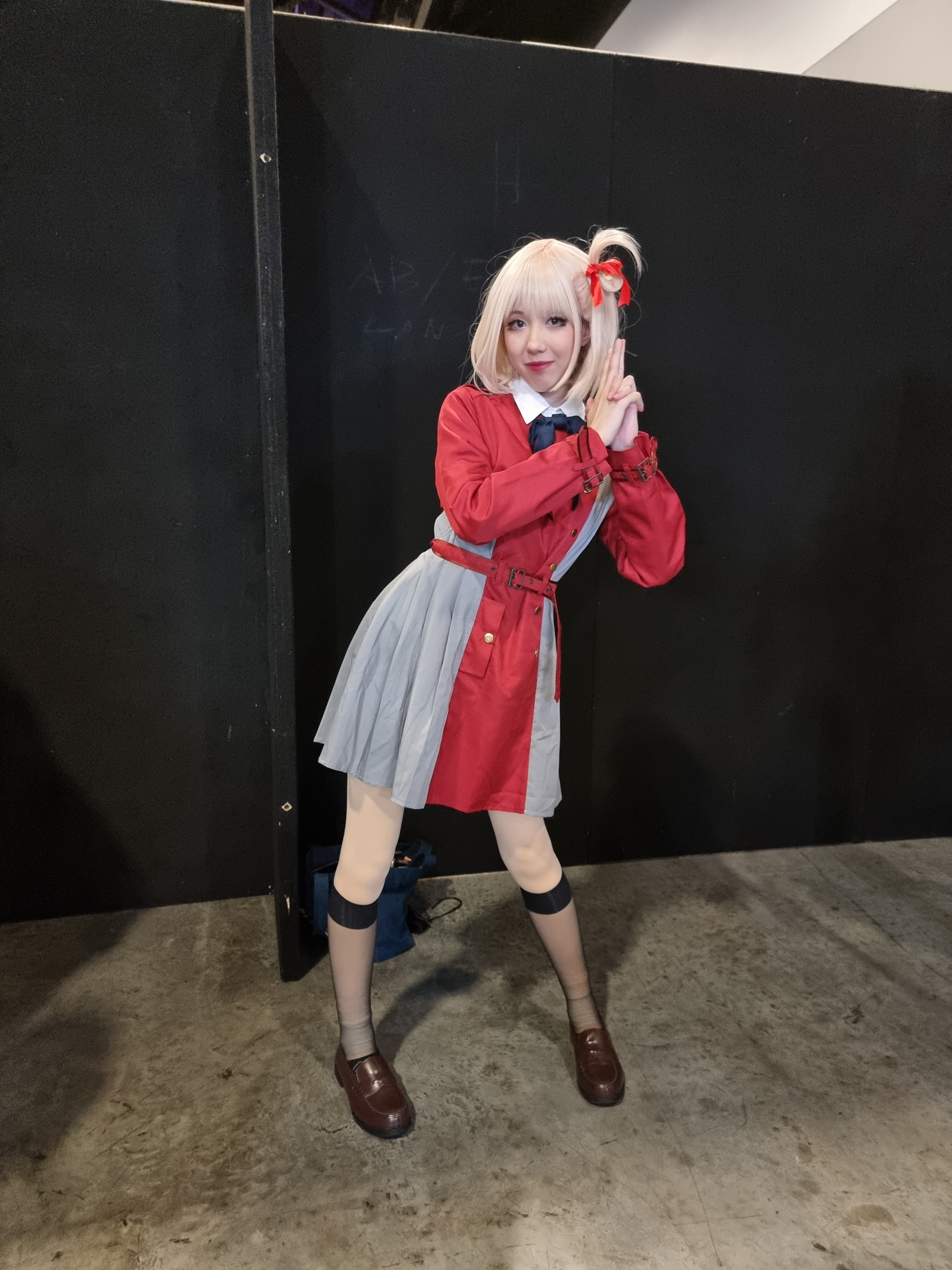
Costumade de Chisato Nishikigi au 2023 à Sydney.

Chisato Nishikigi (錦木 千束, Nishikigi Chisato)
Voix japonaise : Chika Anzai
Elle est présentée comme la Lycoris la plus forte de tous les temps. Elle n'hésite pas à montrer ses émotions.
Takina Inoue (井ノ上 たきな, Inoue Takina)
Bien qu'excellente Lycoris, une faute provoquée pendant une intervention lui vaut d'être mise à pied et de devoir travailler avec Chisato. Elle a une personnalité plutôt rationnelle.
Mizuki Nakahara (中原 ミズキ, Nakahara Mizuki)
Ancienne agent de la DA, elle s'est mariée[Information douteuse] et travaille comme employée de café.
Walnut (ウォールナット, Worunatto) / Kurumi (クルミ)
Jeune hackeuse recueillie au LycoReco pour se cacher de ses poursuivants.
Mika (ミカ)
Ancien formateur de la DA, il gère le café de la DA.
Fuki Harukawa (春川フキ, Harukawa Fuki)
Lycoris travaillant dans la branche de la DA de Tokyo.
Sakura Otome (乙女サクラ, Otome Sakura)
Lycoris travaillant dans la branche de la DA de Tokyo.
Kusunoki (楠木)
Commandante de la DA.
Mashima (真島)
Terroriste que combat la DA.
Robota (ロボ太)
Hacker qui aide Mashima dans ces activités illégales.
Shinji Yoshimatsu (吉松シンジ, Yoshimatsu Shinji)
Membre de l'institut Alan.

## Anime

### Création
Asaura indique avoir été approché par Shin-ichirō Kashiwada, un producteur de A-1 Pictures, sur les conseils de son ancien rédacteur en chef pendant une réunion sur l'anime Saekano. Kashiwada ayant lu le light novel Death Need Round, précédent travail d'Asaura, il est décidé d'inclure l'aspect « girls with guns » dans le scénario de ce nouveau projet. Les premières ébauches évoquent une histoire grave, à l'aspect fortement militaire. Lorsque Shingo Adachi rejoint le projet, il considère que ce type d'histoire sombre n'est plus d'actualité et que Gunslinger Girl est de toutes façons imbattable dans ce domaine. Le scénario est alors progressivement modifié pour se centrer sur l'évolution de la relation entre les deux protagonistes principales,.

### Production
La série est annoncée en décembre 2021. Elle est produite par A-1 Pictures et réalisée par Shingo Adachi, et présente une histoire originale d'Asaura, des dessins de personnages d'Imigimuru et une musique composée par Shūhei Mutsuki.
Plusieurs scènes se déroulent à Sumida-ku et à Ryōgoku.
La série est diffusée depuis le 2 juillet 2022 sur Tokyo MX, GYT, GTV et BS11,,. Le thème d'ouverture est ALIVE, interprété par ClariS, et la chanson thème finale s'intitule Hana no Tō (花の塔, litt. « La tour des fleurs ») et est interprétée par Sayuri. La série est diffusée en Asie du Sud-Est par Aniplus Asia.
Le 11 février 2023, à l'issue d'un évènement LycoReco After Party, la production d'un nouveau projet d'animation est annoncée. En juillet 2024, l'équipe de production précise qu'il s'agit d'une série de six courts films d'animation complétant la série originale,.
En janvier 2025, l'équipe de production annonce qu'un nouveau projet est en cours de développement.

### Fiche technique
- Titre original : リコリス・リコイル (Rikorisu Rikoiru)
- Titre français : Lycoris Recoil
- Réalisation : Shingo Adachi
- Composition : Shingo Adachi
- Scénario : Asaura
- Storyboard : Atsushi Ootsuki, Cagetzu Aizawa, Goichi Iwahata, Shingo Adachi, Takahiro Miura, Takahiro Shikama, Tetsuya Takeuchi, Tomohiko Ito, Yūsuke Maruyama, Yūsuke Shibata
- Musique : Shuhei Mutsuki
- Composition de la série : Masashi Sogo
- Character design : Imigimuru
- Réalisateur 3D : Morioka Toshitaka
- Studio d’animation : A-1 Pictures
- Licencié par :
  -  Japon : Tokyo MX, GYT, GTV, BS11

Source : Anime News Network

### Liste des épisodes
| No | Titre de l'épisode en français   | Titre original              | Date de 1re diffusion |
| --- | -------------------------------- | --------------------------- | --------------------- |
| 1 | Tout doux !                      | Easy does it                | 2 juillet 2022        |
| Après une période prolongée de paix au Japon, se forme l'organisation d'espionnage "DA", dont les employées, de jeunes filles orphelines connues sous le nom de "Lycoris" sont chargées, en secret, d'éliminer criminels et terroristes. Lycoris Takina Inoue est renvoyée de la DA et fait désormais équipe avec Chisato Nishikigi après avoir désobéi aux ordres lors de sa dernière mission, risquant la vie de sa consœur Lycoris Erika. Elle se présente désormais à l'une des sociétés de couverture de la DA, le Café LycoReco, dirigé par son propriétaire Mika et une ancienne agent de la DA Mizuki Nakahara. Pendant ce temps, la DA enquête sur un hacker appelé "Walnut" qui a piraté leur système, ainsi que sur des armes qui ont disparu lors d'une vente d'armes. Chisato informe Takina que leur travail consiste à aider ceux dans le besoin de la meilleure façon possible, en lui faisant faire un tour de ses clients. Lors d'une mission d'escorte de Saori Sanohara, victime d'un stalker, elles comprennent que Saori a en fait pris une photo des trafiquants d'armes. Takina utilise alors Saori comme appât pour tendre une embuscade aux terroristes, mais Chisato intervient rapidement et les neutralise sans les tuer avant que Takina ne puisse employer des méthodes plus radicales. Au même moment, un homme de l'institut Alan, celui qui a engagé Walnut pour pirater la DA, fait exploser l'appartement du pirate, cherchant à le tuer. Le jour suivant, Takina devient officiellement la nouvelle serveuse du Café LycroReco. L'homme de l'institut Alan vient au Café, et il est rapidement reconnu par Mika. |                                  |                             |                       |
| 2 | Plus on est de fous, plus on rit | The more the merrier        | 9 juillet 2022        |
| Walnut a finalement survécu à l'explosion de son appartement et il se rend compte qu'un autre hacker, Robota, l'a trahi et donné sa position. On découvre également que l'homme de l'institut Alan est M. Yoshi, un habitué du Café. Chisato et Takina sont chargées de secourir Walnut des assassins à sa poursuite, engagés par Robota. Elles le rejoignent alors qu'il s'enfuit en voiture, vêtu d'un costume intégrale d'écureuil. Les Lycoris affrontent les mercenaires et Takina découvre les capacités extraordinaires de Chisato, aucune balle ne semble pourvoir l'atteindre. Cette dernière s'efforce à n'utiliser que des munitions non létales, et à soigner les combattants ennemis blessés, à la grande incompréhension de Takina. Lors de leur fuite, Walnut est abattu de plusieurs balles et les Lycoris réussissent à s'enfuir avec son corps et sa valise. Robota rend compte de cette réussite à M. Yoshi, en lui partageant une photo où Chisato est visible. Dans l'ambulance, le corps de Walnut se réveille finalement et on apprend que Mizuki était en fait à l'intérieur du costume entièrement pare-balles. La véritable Walnut était en fait dans la valise. Il s'agit d'une supercherie, orchestrée par Mika, Mizuki et Walnut, afin de simuler sa mort et espérer ainsi échapper définitivement à ses poursuivants. Walnut rejoint désormais le café LycoReco, sous le nom de Kurumi (traduction de Walnut en Japonais), et offre son assistance aux Lycoris, notamment dans la recherche des trafiquants d'armes. |                                  |                             |                       |
| 3 | Hâtons-nous lentement            | More haste, less speed      | 16 juillet 2022       |
| Malgré le temps passé au Café, Takina reste distante envers Chisato et les habitués du Café. Quand elle apprend que Chisato doit retourner au QG de la DA pour son examen médical annuel, elle profite de l'occasion pour l'accompagner dans l'espoir de défendre sa position auprès du commandant Kunusoki afin d'être réintégrée. Sur place, elle est rapidement moquée par les autres Lycoris pour avoir pris du plaisir à tirer sur une consœur, rumeur qui court depuis son départ. L'examen physique de Chisato se passe extrêmement bien et elle semble largement plus performante que l'ancienne cheffe d'équipe de Takina, Fuki Harukawa. En défendant la cause de Takina auprès du commandant Kunusoki, Chisato découvre que l'IA maitresse de la DA, Radiata, a été piratée lors de la vente d'armes ; Takina a servi de bouc émissaire pour étouffer le piratage. Chisato explique alors à Takina qu'une vie est possible en dehors du QG, et qu'elle devrait lui donner une chance. Un combat d'entrainement a lieu, Chisato contre Fuki et Sakura (la remplaçante de Takina dans l'équipe de Fuki). On comprend alors mieux les capacités de Chisato : de par ses perceptions et instincts hyper rapides, elle peut anticiper les trajectoires des balles et les esquiver. Takina rejoint le combat à mi-bataille et se met dans une position où elle vise Fuki à travers Chisato, anticipant parfaitement son esquive. Les deux Lycoris de LycoReco sont victorieuses et elles commencent à réaliser le potentiel de leur collaboration.                                                                                               |                                  |                             |                       |
| 4 | On n'a rien sans rien            | Nothing seek, nothing find  | 23 juillet 2022       |
| Takina s'essaye aux balles non létales de Chisato mais elles s'avèrent très imprécises. Impossible pour elle de s'approcher suffisamment pour être efficace. En revanche, sa précision est exemplaire avec des balles standards. Chisato lui suggère alors de ne pas viser les organes vitaux. Lors d'une session de jeux-vidéos, Chisato réalise, par accident, que Takina porte des sous-vêtements habituellement destinés aux hommes. Elle décide alors de l'emmener faire les boutiques. Takina découvre la vie en dehors du QG, où elle doit littéralement choisir des culottes qui lui plaisent. Elle passe la journée avec Chisato, au restaurant, et à l'aquarium. On la voit même sourire pour la première fois. Chisato explique alors que si elle utilise des balles non létales, c'est avant tout pour faire souffrir davantage les ennemis sans les tuer. Elle avoue également qu'elle a quitté le QG car elle recherche quelqu'un qui lui est cher, qui l'a aidée il y a dix ans. Pendant ce temps, Mika et M. Yoshi se croisent à nouveau. Mika se demande pourquoi M. Yoshi ne dit pas à Chisato qu'il est celui qui l'a introduite dans l'IA. Il répond juste que c'est contre les principes de l'institut Alan. Alors que Takina et Chisato retournent au Café, un terroriste nommé Majima ouvre le feu sur une rame de métro. Remplie de Lycoris, la contre-attaque est rapide et efficace. Au pied du mur, Majima fait détoner les explosifs de la station, blessant et tuant de nombreuses Lycoris. |                                  |                             |                       |
| 5 | Jusqu'ici, tout va bien          | So far, so good             | 30 juillet 2022       |
| 6 | Les contraires s'attirent        | Opposites attract           | 6 août 2022           |
| 7 | L'avenir nous le dira            | Time will tell              | 13 août 2022          |
| 8 | Métro, boulot, dodo              | Another day, another dollar | 20 août 2022          |
| 9 | Ce qui est fait est fait         | What's done is done         | 27 août 2022          |
| 10 | Le mal par le mal                | Repay evil with evil        | 3 septembre 2022      |
| 11 | Un clou chasse l'autre           | Diamond cut diamond         | 10 septembre 2022     |
| 12 | Inné ou acquis                   | Nature versus nurture       | 17 septembre 2022     |
| 13 | Le Recul du Lycoris              | Recoil of Lycoris           | 24 septembre 2022     |

### Doublage
|                   | Voix japonaise,      | Voix française   |
| ----------------- | -------------------- | ---------------- |
| Chisato Nishikigi | Chika Anzai          | Sofia Abouatmane |
| Takina Inoue      | Shion Wakayama (ja)  | Guylaine Gibert  |
| Mizuki Nakahara   | Ami Koshimizu        | Audrey Devos     |
| Walmut            | Misaki Kuno          | Audrey Devos     |
| Mika              | Kosuke Sakaki        | Stéphane Oertli  |
| Chuncheon Fuki    | Maki Kawase (ja)     | Leclercq Lise    |
| Otome Sakura      | Makoto Koichi (ja)   |                  |
| Kusunoki          | Yoko Soumi (ja)      | Bercy Muriel     |
| Mashima           | Yoshitsugu Matsuoka  |                  |
| Robota            | Yuki Sakakihara (ja) |                  |
| Shinji Yoshimatsu | Yōji Ueda (ja)       |                  |

## Autres supports

### Light novel
Un light novel, intitulé Lycoris Recoil: Ordinary days (リコリス・リコイル Ordinary days), est sorti chez Dengeki Bunko le 9 septembre 2022.
Écrit par Asaura, scénariste original de l'anime, et illustré par Imigimuru, il évoque des scènes inédites de la vie quotidienne du café LycoReco. En raison de fortes précommandes, le volume a bénéficié d'une deuxième impression avant même sa sortie, soit un tirage cumulé de plus de 100 000 exemplaires, d'« un niveau sans précédent » selon l'auteur. Le 25 novembre 2022, le compte Twitter officiel annonce que le titre en est à sa septième impression, dépassant les 250 000 copies en circulation.
| no | Japonais                         | Japonais        | Japonais          | Français                      | Français        | Français          |
| no | Titre                            | Date de sortie  | ISBN              | Titre                         | Date de sortie  | ISBN              |
| -- | -------------------------------- | --------------- | ----------------- | ----------------------------- | --------------- | ----------------- |
| 1  | リコリス・リコイル Ordinary days | 9 décembre 2022 | 978-4-04-914618-9 | Lycoris Recoil: Ordinary days | 12 février 2025 | 979-1-03-913309-8 |
| 2  | リコリス・リコイル Recovery days | 8 mars 2024     | 978-4-04-915554-9 | Lycoris Recoil: Recovery days |                 |                   |

### Manga

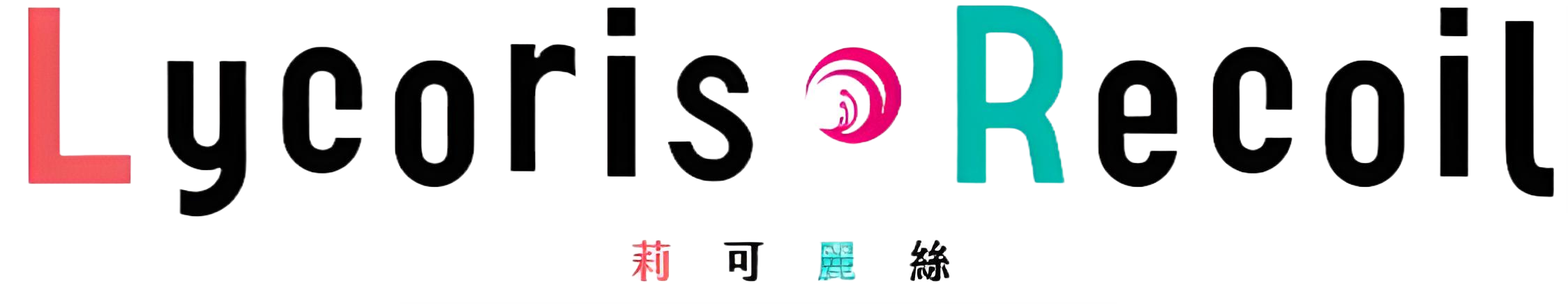
Logo du manga

Une sérialisation dans Monthly Comic Flapper commence le 5 octobre 2022. Le dessin est de Yasunori Bizen. Le premier volume relié sort le 22 décembre 2022.
Kadokawa sort simultanément une anthologie officielle, composée de trois volumes illustrés par différents artistes dont Imigimuru.
Enfin, un spin-off par Kanari Abe va être sérialisé sur Niconico Manga et ComicWalker à partir du mois d'octobre 2022. À la manière du light-novel, il devrait se concentrer sur des scènes de la vie ordinaire du Café LycoReco.
En France, c'est Panini qui édite la série depuis le 3 juillet 2024.

#### Liste des tomes

##### Lycoris Recoil
| no | Japonais          | Japonais          | Français          | Français       |
| no | Date de sortie    | ISBN              | Date de sortie    | ISBN           |
| -- | ----------------- | ----------------- | ----------------- | -------------- |
| 1  | 22 décembre 2022  | 978-4-04-682030-3 | 3 juillet 2024    | 979-1039130127 |
| 2  | 23 mai 2023       | 978-4-04-682470-7 | 18 septembre 2024 | 979-1039130141 |
| 3  | 23 octobre 2023   | 978-4-04-682940-5 | 20 novembre 2024  | 979-1039130868 |
| 4  | 23 mars 2024      | 978-4-04-683411-9 | 12 février 2025   | 979-1039133081 |
| 5  | 21 septembre 2024 | 978-4-04-683856-8 |                   |                |
| 6  | 21 février 2025   | 978-4-04-684497-2 |                   |                |

##### Lycoris Recoil Official Comic Anthology
| no | Japonais                                               | Japonais         | Japonais          | Français                 | Français        | Français          |
| no | Titre                                                  | Date de sortie   | ISBN              | Titre                    | Date de sortie  | ISBN              |
| -- | ------------------------------------------------------ | ---------------- | ----------------- | ------------------------ | --------------- | ----------------- |
| 1  | リコリス・リコイル 公式コミックアンソロジー リロード   | 22 décembre 2022 | 978-4-04-914800-8 | Lycoris Recoil: Reload   | 3 décembre 2024 | 979-1-03-913094-3 |
| 2  | リコリス・リコイル 公式コミックアンソロジー リアクト   | 22 décembre 2022 | 978-4-04-682096-9 | Lycoris Recoil: React    | 20 août 2024    | 979-1-03-913013-4 |
| 3  | リコリス・リコイル 公式コミックアンソロジー リピート   | 22 décembre 2022 | 978-4-04-682054-9 | Lycoris Recoil: Repeat   | 15 octobre 2024 | 979-1-03-913073-8 |
| 4  | リコリス・リコイル 公式コミックアンソロジー リピート 2 | 23 mars 2023     | 978-4-04-682357-1 | Lycoris Recoil: Repeat 2 | 7 janvier 2025  | 979-1-03-913269-5 |
| 5  | リコリス・リコイル 公式コミックアンソロジー リロード 2 | 26 mai 2023      | 978-4-04-915015-5 | Lycoris Recoil: Reload 2 | 11 mars 2025    | 979-1-03-913342-5 |
| 6  | リコリス・リコイル 公式コミックアンソロジー リピート3  | 22 décembre 2023 | 978-4-04-683243-6 | Lycoris Recoil: Repeat 3 |                 |                   |
| 7  | リコリス・リコイル 公式コミックアンソロジー リロード 3 | 27 décembre 2023 | 978-4-04-915426-9 | Lycoris Recoil: Reload 3 |                 |                   |

### Films d'animation
Une série de six films au format court, a été annoncée en juillet 2024. Réalisés par six différents créateurs, ils restent sous la supervision du réalisateur de la série originale, Shingo Adachi. Les scénarios de certains épisodes ont été écrits par le créateur des personnages, Imigimuru.
Finalement intitulée Lycoris Recoil -Friends are thieves of time.- (リコリス・リコイルFriends are thieves of time.), la série est diffusée sur la chaîne YouTube d'Aniplex à partir du 16 avril 2025.

#### Liste des épisodes
| No | Titre de l’épisode en français | Titre original de l’épisode | Date de sortie |
| --- | ------------------------------ | --------------------------- | -------------- |
| 1 | Relax                          | Take it easy                | 16 avril 2025  |
| Toute l'équipe du LycoReco s'affaire pour préparer la fête de la floraison des cerisiers. Note : Script : Shingo Adachi. Storyboard/Directeur technique : Takashi Sakuma.                                                                                          |                                |                             |                |
| 2 | À des kilomètres               | Miles away                  | 23 avril 2025  |
| Chisato et Takina reçoivent une mission urgente de la commandante Kusunoki, mais Chisato a la tête ailleurs. Note : Script du storyboard : Imigimuru. Script : Shingo Adachi. Directeur créatif : Tsuyoshi Tobita.                                                 |                                |                             |                |
| 3 | Un éclair de génie             | Scintillation of genius     | 30 avril 2025  |
| Takina réfléchit à un nouveau plat pour la carte du LycoReco. Chisato lui suggère un dessert « innovant ». Note : Script : Shū Mori. Storyboard/Directeur créatif : Kōta Mori.                                                                                     |                                |                             |                |
| 4 | Attention !                    | Watch out!                  | 7 mai 2025     |
| Takina ne croit pas aux fantômes. Aussi, quand Chisato affirme qu'une pièce du LycoReco est hantée, elle compte bien lui prouver qu'elle a tort grâce à la vidéosurveillance. Note : Script : Yoshikazu Tominaga. Storyboard/Directeur créatif : Takayuki Kikuchi. |                                |                             |                |
| 5 | Un premier amour impossible    | Bittersweet first love      | 14 mai 2025    |
| Après une mission tardive, Sakura et Fuki se replient au LycoReco pour y passer la nuit. La halte se transforme en soirée pyjama avec Chisato et Takina. Note : Script : Ken Yamamoto. Storyboard/Directeur créatif : Motoki Nakanishi.                            |                                |                             |                |
| 6 | Un répit de courte durée       | Brief respite               | 21 mai 2025    |
| Après avoir reconnu l'uniforme de Lycoris Crisis sur Takina, des fans du film tentent de s'introduire dans le LycoReco. Note : Script : Shingo Adachi. Storyboard/Directeur créatif : Masayuki Sakoi.                                                              |                                |                             |                |

### Webradio
LycoReco Radio (リコリコラジオ, Rikorikorajio) est diffusée sous forme de podcast à partir du 8 juillet 2022 sur le site officiel de l'anime et la chaîne YouTube d'Aniplex. Il s'agit d'une émission audio, d'abord hebdomadaire, d'environ une heure, animée par les seiyū Chika Anzai et Shion Wakayama, mêlant anecdotes de Chisato et Takina autour du café LycoReco, réactions des comédiennes par rapport au dernier épisode de la série télévisée, et invités spéciaux comme les interprètes des chansons du générique. 26 épisodes se succèdent jusqu'au 24 mars 2023.
L'émission reprend le 15 avril 2025, sous le titre LycoReco Radio Short (リコリコラジオ ショート, Rikoriko rajio shōto), et dans un format réduit à 30 minutes, à l'occasion de la sortie des films courts, pour 7 épisodes supplémentaires, jusqu'au 27 mai.

### Pièce de théâtre
Une pièce, réalisée par Akira Yamazaki, sur un scénario de Yō Hosaka, est annoncée pour une série de représentations à partir du 7 janvier 2023 au Galaxy Theatre (ja) de Tennōzu,,,.

#### Distribution
- Kawauchi Misato : Chisato Nishikigi
- Sakiho Motonishi : Takina Inoue
- Mikako Ishii : Mizuki Nakahara
- Nonoka Obuchi : Kurumi / Walnut
- Keigo Kitamura : Mika
- Natsuki Mieda : Kusunoki
- Marina Tanoue : Fuki Harukawa
- Sakura Ayaki : Sakura Otome
- Anna Ijiri : Erika Janome
- Kento Ono : Shinji Yoshimatsu
- Himeka Araya : Himegama
- Rintarо̄ Takeuchi : Robota
- Hiroki Nakada : Majima

### Jeu vidéo
Le 28 avril 2023, les personnages de Chisato Nishikigi, Takina Inoue, Kurumi et Majima ont été intégrés au jeu gacha pour smartphone (iOS et Android) Shironeko Project NEW WORLD`S (en) (白猫プロジェクト, Shironeko purojekuto), avec les mêmes voix que la série d'animation.

## Collaborations et produits dérivés

### Jeux de cartes à collectionner
Il est prévu un rapprochement avec les JCC Build Divide (en) à partir du 24 février 2023, et Reverse For You (ja) dès le 25 novembre 2022.

### Otokoyama
En février 2023, Hiromedo fait un partenariat avec la brasserie Otokoyama pour produire une bouteille de saké à l'effigie des personnages principaux.

## Accueil

### Critiques
L'anime Lycoris Recoil devient le 1er anime du sondage hebdomadaire de l'été 2022 d'Anime Corner, pour la troisième fois consécutive,. L'anime est aussi le cinquième pour l'année 2022. L'anime fait partie des 10 meilleurs animes d'après un sondage mené par Crunchyroll. Lors des 7e Crunchyroll Anime Awards, Lycoris Recoil a été nommé dans huit catégories, dont l'anime de l'année. Il a gagné dans la catégorie Meilleure création originale.
Hideo Kojima a déclaré sur les réseaux sociaux avoir aimé l'anime. Kojima Productions a annoncé le 23 août 2023 que le commentaire personnel de l'artiste sera imprimé pour le light novel.
Harry Nugraha déclare que l'anime est « rafraichissant ».

### Ventes
Kadokawa a annoncé le 22 août 2022 qu’en raison du grand nombre de précommandes, le light novel a dû être réimprimé pour répondre à la demande.
22 322 copies du Blue-ray de l'anime ont été vendues en octobre 2022. Fin 2022, 29 000 copies du Blu-ray ont été vendues.

### Réception
Le site Anime News Network donne une note de 4.4 sur 5 à l'anime.

### Prix
| Année | Cérémonie                 | Catégorie                                        | Vainqueur             | Résultat | Référence |
| ----- | ------------------------- | ------------------------------------------------ | --------------------- | -------- | --------- |
| 2022  | Reiwa Anisong Awards (ja) | Grand prix de la musique d'anime                 | Hana no Tō par Sayuri | Lauréat  | [ 85 ]    |
| 2023  | Crunchyroll Anime Awards  | Anime de l'année au Crunchyroll Anime Award (en) | Lycoris Recoil        | Nommé    | [ 86 ]    |
| 2023  | Newtype Anime Awards      | Meilleur travail                                 | Lycoris Recoil        | 4e place | [ 87 ]    |
| 2023  | Newtype Anime Awards      | Meilleur réalisateur                             | Shingo Adachi         | 7e place | [ 87 ]    |
| 2023  | Newtype Anime Awards      | Meilleure musique                                | Hana no Tō par Sayuri | 5e place | [ 87 ]    |